# ブリーラム空港
ブリーラム空港（ブリーラムくうこう、タイ語 : ท่าอากาศยานบุรีรัมย์ 、英語 : Buriram Airport ）は、タイ王国東北部、ブリーラム県サトゥック郡にある空港。

## 施設
滑走路は04/22方向に2,100m (6,890 ft) の長さの物が1本あり、誘導路は無く航空機は滑走路の両端で折り返す。空港ターミナルビルにボーディング・ブリッジはなく乗客は搭乗検査後、徒歩にて駐機場まで向かう。

## 就航航空会社と就航都市

### 国内線
| 航空会社         | 就航地                     |
| ---------------- | -------------------------- |
| タイ・エアアジア | ドンムアン空港（バンコク） |
| ノックエア       | ドンムアン空港（バンコク） |